# 2012 في إيطاليا
فيما يلي قوائم الأحداث التي وقعت خلال عام 2012 في إيطاليا.

## سياسة

### انتهاء فترة المنصب
- 29 يناير – أوسكار لويجي سكالفارو عضو مجلس الشيوخ مدى الحياة.
- 11 يوليو – ماريو مونتي وزير الاقتصاد والمالية ‏.
- 10 أكتوبر – ماتيو سالفيني member of City Council  [لغات أخرى]‏.
- 30 ديسمبر – ريتا ليفي مونتالشيني عضو مجلس الشيوخ مدى الحياة.

## رياضة
- 1 يناير – ميلان-سان ريمو 2012 الفائزون سيمون جيرانس، فينتشينزو نيبالي، فابيان كانسيليرا.

## أفلام
من الأفلام التي صدرت هذه السنة في إيطاليا:
- 1 يناير – المرأة ذات الرداء الأسود من إخراج جيمس واتكنز.
- 1 يناير – إلى روما مع الحب من إخراج وودي آلن.
- 1 يناير – داي أوف ذا فالكون من إخراج جان جاك أنو.
- 1 يناير – وهلأ لوين؟ من إخراج نادين لبكي.

## وفيات

### يناير
- 25 يناير – فرانكو باتشيني (مواليد 1939)[1]
- 29 يناير – أوسكار لويجي سكالفارو (مواليد 1918)[2]

### فبراير
- 19 فبراير – ريناتو دولبيكو (مواليد 1914)[3]

### مارس
- 1 مارس – لوتشو دالا (مواليد 1943) مغني إيطالي.[4]
- 25 مارس – أنطونيو تابوكي (مواليد 1943)[5]
- 30 مارس – فرانسيسكو مانشيني (مواليد 1968) لاعب كرة قدم إيطالي.[6]

### أبريل
- 1 أبريل – جورجو كيناليا (مواليد 1947) لاعب كرة قدم إيطالي.[7]
- 1 أبريل – سورو بوفاليني (مواليد 1941)[8]
- 14 أبريل – بييرماريو موروسيني (مواليد 1986) لاعب كرة قدم إيطالي.
- 16 أبريل – كارلو بيتريني (مواليد 1948) لاعب كرة قدم.

### مايو
- 25 مايو – إدواردو مانجاروتي (مواليد 1919) مبارز بالسيف إيطالي.[9]

### يوليو
- 14 يوليو – إنيو كاردوني (مواليد 1929) لاعب كرة قدم إيطالي.[10]

### أغسطس
- 1 أغسطس – ألدو مالديرا (مواليد 1953) لاعب كرة قدم إيطالي.[11]
- 10 أغسطس – كارلو رامبالدي (مواليد 1925)[12]
- 31 أغسطس – كارلو مارتيني (مواليد 1927)[13]

### سبتمبر
- 19 سبتمبر – رينو فييراريو (مواليد 1926) لاعب كرة قدم إيطالي.[14]

### أكتوبر
- 13 أكتوبر – غاري كولينز (مواليد 1938)[15]
- 19 أكتوبر – فيورنزو ماغني (مواليد 1920) درّاج طريق إيطالي.[16]

### ديسمبر
- 6 ديسمبر – لويجي بونيزوني (مواليد 1919) لاعب كرة قدم إيطالي.
- 30 ديسمبر – ريتا ليفي مونتالشيني (مواليد 1909)[17]